# Bruno Visentini

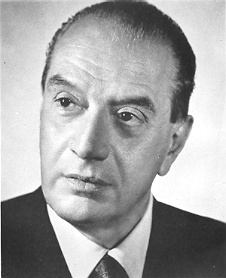
Bruno Visentini

Bruno Visentini (* 1. August 1914 in Treviso; † 13. Februar 1995 in Rom) war ein italienischer Politiker.

## Leben
Visentini studierte Rechtswissenschaften an der Universität Padua.
1941 emigrierte er nach Frankreich, wo er 1943 arrestiert wurde, und kehrte nach dem Ende von Benito Mussolini nach Italien zurück.
Er gründete gemeinschaftlich mit Ugo La Malfa die italienische Partito d’Azione.
1946 schloss er sich der liberalen Partito Repubblicano Italiano an und wurde Hochschullehrer an der Universität Urbino.
Von 1950 bis 1970 war er Vizepräsident des Istituto per la Ricostruzione Industriale und war in jenen Jahren von 1962 bis 1983 – mit kurzer Unterbrechung – Vorsitzender des Unternehmens Olivetti.
1972 wurde er als Abgeordneter in  die Camera dei deputati gewählt.
Vom 23. November 1974 bis 12. Februar 1976 war er als Nachfolger von Mario Tanassi Finanzminister in Italien.
1976 wurde Visentini in den Senat von Italien gewählt.
Als Nachfolger von Ugo La Malfa war er als Haushaltsminister vom 29. März 1979 bis 14. Juli 1979 tätig.
In den 1980er Jahren war er erneut Finanzminister als Nachfolger von Francesco Forte vom 4. August 1983 bis 17. April 1987.
Im Europäischen Parlament war er von 1979 bis 1984 und erneut von 1989 bis 1994 Mitglied und war dort ab 1992 bis 1994 Alterspräsident.